# Додо (футболист, 1974)
Рика́рдо Лу́кас Фигере́до Мо́нте Ра́со (порт.-браз. Ricardo Lucas Figueredo Monte Raso; 2 мая 1974, Сан-Паулу), более известный как Додо́ (порт.-браз. Dodô) — бразильский футболист, нападающий.

## Карьера
На протяжении карьеры Додо сменил множество клубов, нигде, за исключением Сан-Паулу, не задерживаясь более двух сезонов, однако в своих бомбардирских качествах отличается стабильностью.
11 сентября 2008 года форвард был дисквалифицирован на два года в связи с употреблением допинга, найденного в пробе, сданной после матча его «Ботафого» с «Васко да Гамой» в июне 2007 года. Текущий контракт Додо с «Флуминенсе» подошёл к концу 31 декабря 2009 года, и он мог завершить карьеру. Однако дисквалификация была сокращена, и в начале 2010 года Додо вновь вышел на поле — в футболке «Васко да Гамы».

## Достижения

### Командные
- Чемпион штата Сан-Паулу: 1998
- Чемпион штата Рио-де-Жанейро: 2006
- Чемпион штата Парана: 1996
- Финалист Кубка Либертадорес: 2008

### Личные
- Лучший снайпер штата Сан-Паулу: 1997
- Лучший снайпер Рио-Сан-Паулу: 1998
- Лучший снайпер штата Рио-де-Жанейро: 2006, 2007
- За карьеру забил свыше 300 мячей